# کادوالادر واشبورن
کادوالادر واشبورن (انگلیسی: Cadwallader C. Washburn؛ ۲۲ آوریل ۱۸۱۸ – ۱۵ مهٔ ۱۸۸۲) کارآفرین، سیاست‌مدار، وکیل، بازرگان و مدیر ارشد اجرایی آمریکایی است، که در سال ۱۸۶۶ شرکت جنرال میلز را تأسیس نمود.